# Ibirama
Ibirama est une ville brésilienne de l'État de Santa Catarina.

## Généralités
La plupart des habitants de la ville sont d'origine allemande ou italienne.
Ibirama est un nom d'origine indigène qui signifie « terre d'abondance ». À l'époque de sa fondation, Ibirama était habitée par des indiens. De nos jours, il en reste quelques-uns, regroupés dans la réserve indigène de Duque de Caxias dans la municipalité de José Boiteux.
Les principales activités économiques de la ville sont l'agriculture, le commerce et la confection textile. Le tourisme écologique est également en plein essor.
Ibirama est connue dans l'État pour son club de football, le Clube Atlético Hermann Aichinger - plus connu sous le nom de Atlético de Ibirama, pour la Weihnachtsmarkt (festivités de Noël) et pour les échecs.

## Géographie
Ibirama se situe par une latitude de 27° 03′ 25″ sud et par une longitude de 49° 31′ 04″ ouest, à une altitude de 150 mètres. Sa population était de 17 342 habitants au recensement de 2010. La municipalité s'étend sur 247 km2.
Elle fait partie de la microrégion de Rio do Sul, dans la mésorégion de la Vallée du rio Itajaí.

## Histoire
Le 30 mars 1897 des terres de l'État de Santa Catarina furent offertes à la Société hanséatique de colonisation (Sociedade Colonizadora Hanseática). Ces terres étaient situées entre les fleuves rio Hercílio et rio Itapocu. Cette société fut créée à Hambourg, en Allemagne.
Le 7 novembre de cette même année, le président de la société, A. W. Sellin, l'ingénieur Emílio Odebrecht, 6 ouvriers brésiliens et un cuisinier allemand, partirent en canoë d'Apiúna pour remonter le rio Itajaí-Açu.
Le 8 novembre, ils arrivèrent à la barra do Ribeirão Taquaras où fut officiellement fondée la ville. Après quelques jours d'exploration des lieux, le siège de la nouvelle ville fut implanté au lieu-dit Hamônia, premier nom de la ville. L'ingénieur Emílio Odebrecht délimita une surface de 127 318 hectares pour la colonisation.

## Tourisme
Ibirama est située dans l'intérieur de la vallée du rio Itajaí. Ses richesses naturelles sont très importantes: rivières, forêt atlantique vierge et paysages en général.
On peut pratiquer dans la municipalité, les sports suivants:
- rafting sur le rio Itajaí-Açu;
- descente en rappel;
- randonnées;
- canyoning.

La forêt nationale de Ibirama s'étend en partie sur le territoire de la municipalité.

## Sport
La ville comporte un club de football évoluant en 1re division dans le championnat de Santa Catarina, le Clube Atlético Hermann Aichinger.

## Administration

### Liste des maires
Depuis son émancipation de la municipalité de Blumenau en 1934, Ibirama a successivement été dirigée par :
- Leopoldo Monich - 1934 à 1935
- Rodolpho Koffke - 1935 à 1936
- Frederico Schmidt - 1936 à 1938
- Rodolpho Koffke - 1938 à 1945
- Osmundo Vieira Dutra - 1945
- Erwin Scheidemantel - 1945 à 1947
- Ivo Müller - 1947 à 1951
- Max Meldola - 1951 à 1954
- Osmar Staudinger - 1954 à 1955
- Hermann Schlup - 1955 à 1956
- Osmar Staudinger - 1956
- Rodolpho Koffke - 1956 à 1961
- Manoel Marchetti - 1961 à 1966
- Carlos Pabst - 1966 à 1970
- Marcos Gramkow - 1970 à 1973
- Luis Alexandre Müller - 1973 à 1977
- Heinz Scheidemantel - 1977 à 1983
- Luis Alexandre Müller - 1983 à 1988
- Heinz Scheidemantel - 1989 à 1992
- Odorico de Andrade - 1993 à 1996
- Dieter Staudinger - 1997 à 2000
- Genésio Ayres Marchetti - 2001 à 2008
- Duílio Gehrke - 2009 à aujourd'hui

### Divisions administratives
La municipalité est constituée de deux districts :
- Ibirama (siège du pouvoir municipal)
- Dalbérgia

## Villes voisines
Ibirama est voisine des municipalités (municípios) suivantes :
- Ascurra
- Apiúna
- Lontras
- Rio do Sul
- Presidente Getúlio
- José Boiteux
- Benedito Novo